# Jerry Simons
Jerry Simons é um futebolista do Suriname, o qual jogou no CA Osasuna.